# Doložka národního zacházení
Doložka národního zacházení může být obsažena v mezinárodní smlouvě. Jde o ustanovení, kterým si smluvní strany dohodnou, že poskytnout takové zacházení cizímu obchodnímu partnerovi jako je zaručeno domácímu obchodnímu partnerovi.

## Princip nediskriminace ve WTO
Pomocí doložky národního zacházení je uplatňován nediskriminační princip, který je vyžadován Světovou obchodní organizací (WTO). Napomáhá tak spolu s doložkou nejvyšších výhod k odstraňování bariér v mezinárodním obchodu. Tento princip je zakotven v GATT, GATS i TRIPS, ačkoliv v každé dohodě je uveden v trochu jiné podobě. To tedy znamená, že doložka národního zacházení se vztahuje na zboží, služby i duševní vlastnictví. Doložka národního zacházení se použije tehdy, až zboží, služba či položka duševního vlastnictví vstoupí na daný trh. Proto uvalení cla na dovoz není porušením doložky národního zacházení.
Národní režim se řadí, stejně jako doložka nejvyšších výhod, mezi relativní režimy zacházení. Relativní proto, protože výhody, které budou poskytnuty členským státům závisí na rozsahu poskytování výhod v domácím státu. V případě národního zacházení rozsah poskytnutých výhod pro vstupující stát závisí na úrovni zacházení v domácím státu.
Cílem doložky národního zacházení je zabránit, aby vnitřní daně nebo jiné předpisy byly použity jako náhrada za celní opatření. Problémem tohoto typu doložky, stejně tak jako doložky nejvyšších, je pojem obdobný výrobek. Doložky, které mají za cíl odstraňovat diskriminaci v mezinárodním obchodě, se použijí pouze v případě, že se jedná o stejné nebo obdobné výrobky. Tento pojem je velmi problematický a je předmětem několika sporů.
Při aplikaci národního zacházení je třeba identifikovat 3 základní kroky, které rozhodnou o použití doložky národního zacházení. Nejprve je teda nutné najít obdobný výrobek, službu či položku duševního vlastnictví, se kterým bude srovnáváno přiznané zacházení. Dalším krokem je identifikace méně výhodného zacházení uděleného zahraničnímu státu, které bude srovnáno se zacházením v hostitelském státu u obdobného výrobku, služby či položky duševního vlastnictví. Posledním krokem je zvážení výjimek z národního zacházení v rámci GATT, GATS a TRIPS a uznání, zda měl či neměl hostitelský stát oprávněné důvody k přiznání rozdílného zacházení.

### GATT
Princip národního zacházení je v GATT uveden v článku III, který zrovnoprávňuje zboží pocházející z členského státu se zbožím vyrobeným na domácím území a zajišťuje mu tak stejné zacházení.
článek III odst. 1 GATT 1994
„Smluvní strany uznávají, že vnitřní daně a ostatní vnitřní dávky, jakož i zákony a jiné předpisy, ovlivňující prodej, nabízení na prodej, nákup, dopravu, distribuci nebo používání výrobků a vnitřní množstevní úpravy, předpisující míchání, zpracování nebo používání výrobků v určitých množstvích nebo v určitých poměrech, nemají být uplatňovány na dovážené či domácí výrobky způsobem, jímž by se poskytovala ochrana domácí výrobě.“
V odstavci 2 je následně stanoveno, že žádná smluvní strana neuloží přímo či nepřímo vyšší vnitřní daně ani jiné dávky, jimž podléhá obdobné domácí zboží. K odstavci 2 se váže odstavec 3, který stanoví výjimku z použití odstavce 2.
článek III odst. 3 GATT 1994
„Pokud se týče kterékoli existující vnitřní daně, která je v rozporu s ustanoveními odstavce 2, která však je výslovně povolena v obchodní dohodě, platné dne 10. dubna 1947, v níž dovozní clo na zdaněný výrobek je vázáno proti zvýšení, smluvní strana, jež daň ukládá, nemusí na tuto daň použít ustanovení odstavce 2 do té doby, dokud nebude vyvázána ze závazků plynoucích z takové dohody tak, aby jí bylo umožněno zvýšit dovozní clo v rozsahu potřebném k vyrovnání odstraněné ochranné části této daně.“
V odstavci 4 článku III je stanoveno, že bude zacházeno s výrobky pocházejícími z území kterékoli smluvní strany stejným způsobem jako s domácími výrobky. Konkrétně je stejné zacházení stanoveno při prodeji, nabízení na prodej, nákup, dopravu, distribuci nebo používání na vnitřním trhu.
Odstavec 5 článku III se týká míchání, zpracování a používání výrobků. Výslovně zakazuje stanovování jakýchkoli poměrů či množstevních předpisů, které by nařizovaly, že určitý poměr výrobku musí být dodáván z domácích zdrojů. Výjimky k tomuto odstavci jsou uvedeny v následujícím odstavci. Výjimky se tedy vztahují na vnitřní množstevní předpis platný na území kterékoli smluvní strany ze dne 1. července 1939, 10. dubna 1947 nebo 24. března 1948 podle volby dotyčné smluvní strany. K problematice míchání, zpracování a používání výrobků v určitých množstvích se ještě vyjadřuje odstavec 7 článku III. Tedy zakazuje stanovení takového vnitřního množstevního předpisu, který by toto požadované množství přiděloval mezi různé zahraniční dodavatele.
Odstavec 8 článku III uvádí výjimku z použití doložky národního zacházení. Doložka národního zacházení nebude použita na opatřování těch výrobků veřejnoprávními subjekty, jež jsou nakupovány pro vládní účely a nikoliv k dalšímu prodeji nebo použití na výrobu zboží k prodeji. Nicméně tento článek nezabraňuje tomu, aby byly vypláceny subvence výhradně domácím výrobcům a subvence poskytované ve formě vládních nákupů domácích výrobků.
Odstavec 10 článku III stanovuje, že smluvní strany mohou mít zavedeny vnitřní množstevní předpisy týkající se osvětlených kinematografických filmů, pokud tyto předpisy vyhovují požadavkům článku IV.
Další výjimky z použití doložky národního zacházení jsou uvedeny v článku XVI, který se podrobněji zabývá problematikou veřejných podpor. Je zde uveden požadavek na omezení subvencí na vývoz základních výrobků. Článek XIX připouští výjimky v rámci nouzových opatření při dovozu některých výrobků, v článku XX jsou uvedeny všeobecné výjimky a článek XXI připouští bezpečnostní výjimky. Tyto výjimky jsou obdobné jako výjimky uvedené u doložky nejvyšších výhod.